# سیمون استوود
سیمون استوود (انگلیسی: Simon Eastwood؛ زادهٔ ۲۶ ژوئن ۱۹۸۹) بازیکن فوتبال اهل بریتانیا است.
از باشگاه‌هایی که در آن بازی کرده‌است می‌توان به باشگاه فوتبال پورتسموث، باشگاه فوتبال هالیفاکس تاون، باشگاه فوتبال آکسفورد یونایتد، باشگاه فوتبال بلکبرن روورز، باشگاه فوتبال ووکینگ، باشگاه فوتبال برافورد پارک آونیو، باشگاه فوتبال برادفورد سیتی، و باشگاه فوتبال هادرزفیلد تاون اشاره کرد.